# 堤康一
堤 康一（つつみ こういち、1958年 - ）は、日本のテレビプロデューサー。株式会社NEXTEP（ネクステップ）代表取締役社長。元フジテレビジョン情報制作局制作担当局長。妻はフリーキャスターの安藤優子。

## 来歴
- 宮城県仙台市出身。実家は呉服商を営む。
- 1982年 - 慶應義塾大学文学部卒業後、フジテレビ入社。報道局に配属され、記者、『FNNスーパータイム』ディレクターを歴任。同期入社に向坂樹興、小出美奈、水口昌彦（現WOWOW取締役）など。
- 1995年 - 『めざましテレビ』でプロデューサー就任。大きく視聴率を伸ばし、10%台の数字を叩き出す下地を作り上げる。
- 1998年 - 『報道2001』のプロデューサーに就任し、視聴率を改善。
- 1999年 - 当時低視聴率にあえいでいた『FNNスーパーニュース』第一部（関東ローカル枠）のプロデューサーに就任。お天気ネタやいわゆる「ヒマネタ」を重視した軟派路線で視聴率を回復。2000年4月のチーフプロデューサー就任後は、フジテレビ退職の八木亜希子に代わり、後に妻となる安藤優子を招聘。『スーパーニュース』の「ワイドショー化」を推し進め、視聴率をトップに押し上げた。
- 2000年の衆議院選挙から5回連続で、国政選挙の開票特別番組を総合プロデュース。ニュースのエンターテインメント化を選挙特番でも推し進め、2003年の衆議院選挙特番では、『踊る大選挙戦』と銘打ち、刑事ドラマ『踊る大捜査線』風の演出を施し、27年ぶりに民放視聴率トップを獲得した。
- ニュース・報道番組のみならず、ドキュメンタリー番組などのプロデュースにも携わる。ドラマ制作部や外部プロダクションとのコラボレーション等で、「フィクション」と「ノンフィクション」を融合させたドキュメンタリードラマ作りに積極的である。
- 2004年 - フジテレビ開局45周年記念特別番組「地球45億年の奇跡」で民放連賞優秀賞
- 2004年 - 「封印された『拉致』 海に消えた真実～母・寺越友枝　愛の闘い41年～」でアジアンテレビジョンアワード・ドキュメンタリードラマ部門グランプリ。
- 2005年 - 「NONFIX　傷だらけの育て直し 家族修業 ～絆を求めて～」でATP賞総務大臣賞
- 2011年 - 「わ・す・れ・な・い　東日本大震災155日の記録」でジョージ・フォスター・ピーボディー賞＆アジア賞最優秀賞。この年以降、「わ・す・れ・な・い」の番組名で東日本大震災の津波の脅威を検証する番組制作を続けている。
- 2015年 - 『直撃LIVE グッディ!』の製作総指揮となり、妻の安藤優子をメインキャスターに抜擢。子会社・ネクステップ代表取締役社長に就任。
- 2016年 - 『ユアタイム』の制作総括を担当。番組のMCに予定されていたショーンKが、経歴詐称の不祥事で出演不能の事態となったが、無事スタートさせた[1]。

## 人物・エピソード
- 入社以来、他のセクションへの異動経験のない報道畑一筋で、報道局報道番組部長などを歴任したが、2009年からは情報制作局の局次長に、2012年からは情報制作局制作担当局長に就任していた。
- 報道畑一筋で政・官・財の裏情報に接しやすいことから、特に『報道2001』のプロデューサー時代には、コメンテーターの竹村健一お得意の、一般視聴者に意味不明な自己顕示的事情通発言の情報素材を提供していたとされる。
- 安藤優子とは『めざましテレビ』プロデューサー時代の1996年頃から交際を始めたとされ、前妻との協議離婚成立後の2006年に入籍した[2]。この間、安藤が小泉純一郎にぞっこんで、押しかけてでも結婚したがっているとする噂が流されたことがあったが[3]、安藤とは固い絆で結ばれていた。テレビ出演の際の安藤の衣装は、交際当初から2人の間に微妙な取り決めがあったとされる。なお、小泉に関しては 『独占取材!私だけが知っている小泉純一郎』 という特集番組を企画・プロデュースし、小泉の首相退任直後である2006年10月8日に安藤をナビゲーターに据えて放送している[4]。
- 2013年に、インターネットテレビ ニコニコ動画とのタイアップで、BSフジとの同時放映番組 『BSフジLIVE ソーシャルTV ザ・コンパス』 を企画した。

## 担当番組
過去
- FNNスーパータイム
- スーパータイム関東
- めざましテレビ
- さんま・鶴瓶のめざまし調査隊スペシャル
- 報道2001
- FNNスーパーニュース
- タモリ&安藤優子のSuperスーパーニュースSpecial
- FNN 踊る大選挙戦2003・2004
- 金曜プレステージ「『居場所をください』～傷だらけの子どもたち～」
- 「８・１２ 日航機墜落　２０年目の誓い～天国にいるわが子へ～」
- 特命取材班「報道A」
- 独占取材!私だけが知っている小泉純一郎（2006年10月8日）
- BSフジ LIVE「プライムニュース
- 新報道プレミアA（関西テレビ共同制作）‐ 制作統括
- Mr.サンデー（関西テレビ共同制作） - 統括編集長
- 直撃LIVE グッディ! - 制作総指揮
- ユアタイム ‐ 制作統括
- 直撃!シンソウ坂上SP ～日航123便からのメッセージ・33年目の真相 - 企画